# Zacateco
Zacateco är en folkgrupp som tillhör den inhemska befolkningen i delar av norra Mexiko, ett folk som kallades Chichimeca av aztekerna.  De levde i det som nu är Zacatecas och nordöstra delen av Durango. Det finns fortfarande zacateco-indianer i området, men det mesta av deras kultur och tradition har försvunnit. Många av folkgruppens ättlingar finns fortfarande kvar i Zacateca, Durango och andra större städer i Mexico. Zacateco-indianerna var i huvudsak nomader och hade rykte om att vara skickliga bågskyttar. Juan Bautista de Pomar beskrev dem som ”de bästa bågskyttarna i världen”.

## Namnet
"Zacateco" är mexikansk spanska från nahuatl zacatec, som gav namn till delstaten och staden. Namnet går tillbaka på ett gräs som aztekerna kallade ”zacatl” och som var vanligt i området. Regionen kallades ”Zacatlan” av aztekerna.

## Historia
Före spanjorernas ankomst var Zacatec- och Guachichilstammarna fiender och i ständigt krig med varandra om stamgränser och jaktområden. De gick senare ihop mot spanjorerna.

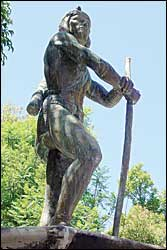
Francisco Tenamaztle, en av ledarna under Mixton-kriget. Statyn finns på torget i Nochistlan de Mejia, Zacatecas.

### Mixtón-kriget (1540-1542)
Mixtón-kriget  utkämpades mellan de spanska erövrarna och deras aztekiska allierade mot indianstammarna I området. Kriget fick sitt namn av Mixtón, en mindre berg i södra delen av Zacatecas, som var ett av indianstammarnas fästen.

### Chichimeca-kriget (1550-1590)
Chichimeca-kriget var en militär konflikt mellan de spanska kolonisatörerna och deras indianska allierade och konfederationen av Chichimeca-indianer. Det var den längsta och dyraste konflikten mellan spanjorerna och den inhemska befolkningen i Nya Spanien i kolonins historia.
Konflikten började åtta år efter Mixtón-kriget. Det kan rentav anses som en fortsättning där konflikten under åtta år var vilande. Emellertid var Caxcanerna nu allierade med spanjorerna.  Kriget utkämpades i norra Mexico i den region som kallas La Gran Chichimeca, särskilt i delstaterna Zacatecas, Guanajuato, Aguascalientes, Jalisco och San Luis Potosi.

## Geografi

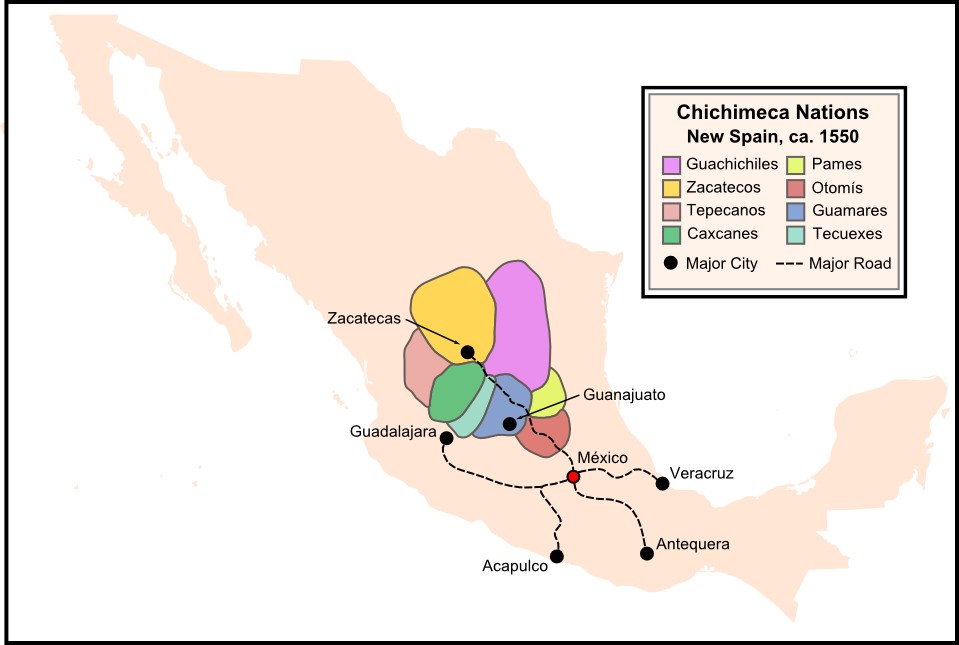
Karta over Zacateco och dess omgivande stammar på 1500-talet

I öster och norr gränsade Zacateco och Guachichil till varandra. I väster gränsade de mot Tepehuán i närheten av Durango. I norr gränsade området mot Irritilas- och Laguna Pueblo-stammarna. Zacatecostammen hade då sitt centrum i Malpaís, Peñón Blanco och runt El Cerro de la Bufa.

### Religion
Zacateco-folket har inte byggt några tempel. Deras enda kända gudar var Solen, Månen och några av stjärnorna. De tillbad sina gudar med blommor, väldoftande örter och dans. Inga människooffer förekom.

## Sammanfattning
Zacateco har försvunnit som kultur, genom assimilation och uppblandning med européerna. Många av deras ättlingar finns dock kvar i centrala Mexico. Det är extremt svårt att bedöma folkgruppens nuvarande storlek och på samma sätt svårt att beskriva deras kultur, språk, konst och traditioner.